# 本始
本始（ほんし）は、中国、前漢宣帝劉詢の治世に行われた最初の元号。
紀元前73年 - 紀元前70年。

## 出来事
- 3年正月：皇后許氏崩御。
- 4年3月：皇后霍氏を立后。

## 西暦との対照表
| 本始 | 元年   | 2年    | 3年    | 4年    |
| 西暦 | 前73年 | 前72年 | 前71年 | 前70年 |
| 干支 | 戊申   | 己酉   | 庚戌   | 辛亥   |